# Фролов Микола Олександрович
Микола Олександрович Фролов (нар. 9 січня 1959, м. Запоріжжя) — український педагог і політик, професор, доктор історичних наук, виконуючий обов'язки ректора Запорізького національного університету (до 2024). Заслужений працівник освіти України. Народний депутат України.

## Освіта
Закінчив міську середню школу № 31.
1981 — вищу освіту за спеціальностями учитель історії, правознавства, англійської мови отримав в Орловському державному педагогічному інституті.
2002 — кандидат історичних наук, тема дисертації: «Вихідці з других політичних партій у КП(б)У», доцент.
2012 — доктор історичних наук, тема дисертації: «Політична система Радянської України 1920–1930-х рр.: особливості та механізми формування та функціонування»

## Трудова діяльність
Працював учителем, директором школи, начальником управління освіти Запорізької міськради.
У 1986—1988 року інструктор відділу науки та навчальних закладів у міському комітеті Комуністичної партії України.
З грудня 1999 по квітень 2001 року працював заступником голови Запорізької облдержадміністрації із соціальних та гуманітарних питань.
2001–2006 — ректор Запорізького обласного інституту післядипломної педагогічної освіти.
Із 10 березня 2006 року до 2010 заступник голови Запорізької облдержадміністрації (Євгена Червоненко).
У 2010—2012 перший проректор у Класичному приватному університеті.
З червня 2012 — ректор Запорізького національного університету (набрав на виборах 50 % голосів, тоді як основний опонент Сергій Гоменюк — 44 %). У 2024 закінчив бути виконуючим обов'язки ректора. 

## Суспільно-політична діяльність
У 2001—2005 роках очолював Запорізьку міську організацію СДПУ (о).
На виборах в обласну раду у 2006 році балотувався від Соціалістичної партії.
Голова Запорізької обласної організації партії «Єдиний Центр» з липня 2008 року по квітень 2010 року.
На місцевих виборах 2010 року пройшов до Запорізької обласної ради від ВО «Батьківщина» по одномандатному округу № 46 (єдиний мажоритарник від цієї партії). Заступник голови Запорізької обласної організації ВО «Батьківщина».
Народний депутат України (виборчий округ № 76, Запорізька область), набув повноваження 27 листопада 2014, член депутатської фракції партії «Блок Петра Порошенка», заступник голови Комітету Верховної Ради України з питань податкової та митної політики.

## Наукова діяльність

### Наукові статті
1. Фролов М. О. На пошану професора Федора Григоровича Турченка / М. О. Фролов // Наукові праці історичного факультету Запорізького національного університету. — Запоріжжя: ЗНУ, 2016. — Вип. 46. — C. 13-14, http://istznu.org/page/issues/46/fg.pdf [Архівовано 13 липня 2018 у Wayback Machine.];
2. Фролов М. О. Українсько-Чорногорські відносини: десятиріччя здобутків і подолання проблемних питань (2006—2016) / М. О. Фролов // Наукові праці історичного факультету Запорізького національного університету. — Запоріжжя: ЗНУ, 2016. — Вип. 46. — C. 316—354, http://istznu.org/page/issues/46/58.pdf [Архівовано 16 березня 2017 у Wayback Machine.].

## Відзнаки
- Нагороджений орденом «За заслуги» III ступеня[6].